# Blood for Blood
Blood for Blood és un grup estatunidenc de música hardcore punk originari de Boston. Va ser format l'any 1994 per Erick «Buddha» Medina i el dibuixant Rob Lind. El 1997 van signar amb el segell discogràfic Victory Records. El grup descriu el seu so com influït per grups com Sheer Terror, Breakdown, Carnivore i Killing Time.
Després del disc de 2004 el grup va prendre's un descans fins al 2010. El guitarrista i lletrista, Rob Lind, va considerar que girar amb el grup era una idea desencertada a causa del procés de desintoxicació que havia encetat. Lind havia estat alcohòlic i addicte a l'heroïna durant anys i va pensar que tornar amb Blood for Blood podia suposar un risc de recaiguda. Per aquest motiu, per a la gira, Blood for Blood va cridar el veterà guitarrista de Biohazard, Billy Graziadei.
L'any 2011 el grup va anunciar el retorn de Lind per a un nou disc. Amb tot, el juny de 2012, el vocalista Erick Medina va ser expulsat per haver estat acusat de violar una menor. Lind va marxar amb el seu nou projecte musical Ramallah i Blood for Blood semblava un projecte acabat. Però el 2016 Lind (que era el lletrista de tots els discos d'ençà Revenge on Society) va decidir escriure noves lletres per a Blood for Blood a la vegada que per a Ramallah.

## Discografia
| Títol               | Any            | Discogràfica                              |
| 1a maqueta          | 1994           | (Inèdita)                                 |
| Hurt You, Maqueta   | 1995           | DIY                                       |
| Soulless - EP       | 1996           | Devour Records                            |
| Enemy - EP          | 1997           | Lost Disciple Records/Open Handed Records |
| Spit My Last Breath | 22 juny 1997   | Victory Records                           |
| Revenge On Society  | 17 abril 1998  | Victory Records                           |
| Livin' in Exile     | 13 juliol 1999 | Victory Records                           |
| Wasted Youth Brew   | 24 abril 2001  | Victory Records                           |
| Outlaw Anthems      | 15 gener 2002  | Victory Records                           |
| Serenity            | 22 juny 2004   | Thorp Records                             |